# Хольмлунд, Анна
Анна Ида Хольмлунд (швед. Anna Ida Holmlund; род. 3 октября 1987 года, Сундсвалль, Швеция) — шведская фристайлистка, выступавшая в дисциплине ски-кросс. Бронзовый призёр Олимпийских игр 2014 года, бронзовый призёр чемпионата мира 2011 года. Трёхкратная обладательница Кубка мира в зачёте ски-кросса (2010/11, 2014/15 и 2015/16), многократная победительница этапов Кубка мира.
В юношестве занималась лыжами и футболом, позже выбрала футбол и играла за команду первого дивизиона чемпионата Швеции — Sundsvalls DFF. В 2009 году стало известно о включении в олимпийскую программу дисциплины лыжного фристайла — ски-кросса, и спортсменка вновь вернулась к лыжам. На Олимпийских играх 2010 года в Ванкувере Анна заняла 6-е место. С 2009 года участвовала в розыгрыше Кубка мира по фристайлу. В 2011 году выиграл бронзовую награду на чемпионате мира в Дир-Вэлли. Осенью 2011 года получила серьезную травму и на год выпала из спорта, в 2013 году вновь травмировалась, однако все же проходит квалификацию к Олимпийским играм 2014 года в Сочи на которых завоевывает бронзовую награду.
19 декабря 2016 года Хольмлунд получила на соревнованиях черепно-мозговую травму, и долгое время находилась в медикаментозной коме. Врачи считали, что Анна не сможет даже сама дышать, однако прогресс спортсменки поразил всех. К осени 2017 года она уже не только узнавала родных, но и самостоятельно передвигалась в инвалидном кресле, стала вставать на ноги и к ней частично возвратился дар речи. К соревнованиям Хольмлунд больше не вернулась.